# CAS (기업)
(주)카스(CAS)는 대한민국의 전자저울 및 계측기 제조 업체이다. 1983년 4월 19일에 창립되었다.

## 본점 및 지점 현황
- 본점: 경기도 양주시 광적면 그루고개로 262
- 인천지점: 인천광역시 미추홀구 구월로 17, 5층 (주안동)
- 서울직매장: 서울특별시 강동구 양재대로 1315 (성내동)
- 천안영업소: 충청남도 천안시 서북구 업성3길 7, 302호 (업성동)
- 광주지점: 광주광역시 서구 상무누리로 16, 3층 (치평동, 해든빌딩)
- 여수영업소: 전라남도 여수시 봉계3길 51-19, 1층 (봉계동)
- 전주지점: 전북특별자치도 전주시 덕진구 중동로 104-12, 302호 (장동, 호수빌딩)
- 대구지점: 대구광역시 북구 침산로 184-1 (침산동)
- 부산지점: 부산광역시 강서구 가락대로912번길 3 (범방동)
- 울산지점: 울산광역시 남구 남중로 96, 3층 (삼산동, 명품빌딩)
- 수원영업소: 경기도 화성시 여울로4길 52 (능동)
- 대전지점: 대전광역시 유성구 문지로 272-7, 네오디바이스건물 2층
- 구미영업소: 경상북도 구미시 산동면 첨단기업1로 42
- 창원지점: 경상남도 창원시 의창구 반계로 33, 1층 (팔용동)
- 구리지점: 경기도 구리시 경춘북로251번길 14 (갈매동)
- 미국지점: 미합중국 뉴저지주 이스트루더포드 머레이힐파크웨이 99-A